# Vincenzo Ammirà
Vincenzo Ammirà (Vibo Valentia, 2 dicembre 1821 – Vibo Valentia, 3 febbraio 1898) è stato un poeta italiano.

## Biografia
Nato a Monteleone di Calabria, l'attuale Vibo Valentia, da Domenico, farmacista, e da Maria Lo Judice, nel rione Carmine strada la Piazzetta (attuale via Ammirà). Ebbe per maestro l'umanista e patriota Raffaele Buccarelli. Nel 1849 sposò Caterina Giannotta, dalla quale ebbe sei figli. Nel 1847-'48 fu tra i promotori del Comitato rivoluzionario monteleonese ed in questo periodo compose delle liriche patriottiche. A causa delle sue idee, la polizia borbonica lo processò. Durante una perquisizione in casa sua, infatti, trovò una copia manoscritta de La Ceceide e del Decamerone, accusandolo di detenzione di scritto e libro contrari al «buon costume». Il 28 aprile 1854 il tribunale gli commutò la condanna a due mesi di esilio correzionale e una multa di venti ducati. La persecuzione politica nei suoi confronti si intensificò dopo la condanna, fino a quando nel 1858 fu arrestato e condotto in carcere.
Seguì Garibaldi nel suo passaggio a Vibo Valentia, il 27 agosto 1860, e con lui combatté a Soveria Mannelli. In una poesia, dal titolo In morte di Giuseppe Garibaldi, il poeta accennò al suo incontro con l'Eroe dei due Mondi. Non riuscì mai a ottenere una cattedra al liceo della sua città; sicché, deluso ed in ristrettezze economiche, continuò a dare lezioni private. Solo tra il 1866 e il 1868 fu impiegato nel locale ufficio del Dazio. Morì il 3 febbraio 1898.

## Opere
Scrisse versi sia dialettali che in italiano tra cui una libera traduzione dell'Eneide. Il lavoro a cui deve la notorietà è Ceceide. un poemetto dialettale in cui varie componenti, dalla voluttà alla satira, dallo scurrile al fantastico, si compenetrano.
Altra opera conosciuta è la poesia A Pippa (1886).
Pubblicò anche un volume di Poesie giovanili (Tipografia Troyse, Monteleone 1861), in cui raccolse i versi in lingua e la novella I Romiti. Sue poesie furono pubblicate in giornali e riviste: A la luna (in «L'Avvenire Vibonese», 20 agosto 1882); Addio alla cetra (in «Strenna dell'Avvenire Vibonese», 1885); Donna Fulgenzia (Ivi, 1887); La lacrina (Ivi, 1888); Lamentu di 'na monaca (Ivi 1889); Lu candidatu Lipari (in «La Sentinella», I, 1889, n. 1); Nu dujellu arricchi (in «La Falce», I, 1891, n. 5).
Nel 1928 il figlio, Domenico Ammirà, raccolse in due volumi una parte delle opere del padre: Tragedie, poesie e Poesie dialettali (Froggio, Vibo Valentia 1928). Il primo volume, oltre alle diverse poesie non suddivise per argomento o per ordine cronologico, contiene due tragedie, Valenzia Candiano e Lida, che Ammirà scrisse tra il 1848 e il 1860. Il secondo volume comprende le poesie dialettali, con esclusione delle poesie oscene. Raccolse anche alcuni scritti critici sul padre nel volume La Calabria e Vincenzo Ammirà (Tip. Passafaro, Vibo Valentia, s.a., ma 1931).